# Hannes Messemer
Hannes Messemer (n. 17 mai 1924, Dillingen an der Donau, Bavaria, Germania – d. 2 noiembrie 1991, Aachen, Germania) a fost un actor german din Dillingen an der Donau, Bavaria. 

## Biografie
Messemer a servit pe frontul de est al celui de-al Doilea Război Mondial și a fost în cele din urmă capturat de soldații sovietici. A reușit să scape și să se întoarcă în Germania pe jos.
După război, Messemer a încercat să lucreze în mai multe locuri, înainte de a se apuca de actorie în 1946. Având doar talentul său natural și fără nicio pregătire în domeniu, a avut succes cu roluri în mai multe companii de teatru importante din Tübingen, Hamburg, München și Berlin în următorii zece ani. 
Marele lui succes în cinematografie a venit cu un rol în Rose Bernd din 1957 regizat de Wolfgang Staudte.

## Filmografie

### Film
| An   | Titlu                               | Rol                               | Regizor              | Note |
| ---- | ----------------------------------- | --------------------------------- | -------------------- | ---- |
| 1957 | Rose Bernd                          | August Keil                       | Wolfgang Staudte     |      |
| 1957 | Nachts, wenn der Teufel kam         | SS-Gruppenführer Rossdorf         | Robert Siodmak       |      |
| 1957 | Der gläserne Turm                   | Dr. Krell                         | Harald Braun         |      |
| 1958 | Madeleine und der Legionär          | Robert Altmann                    | Wolfgang Staudte     |      |
| 1958 | Der Arzt von Stalingrad             | Oberleutnant Pjotr Markow         | Géza von Radványi    |      |
| 1958 | Taiga                               | Roeder                            | Wolfgang Liebeneiner |      |
| 1959 | Douze heures d'horloge              | Serge                             | Géza von Radványi    |      |
| 1959 | People in the Net                   | Braun                             | Franz Peter Wirth    |      |
| 1959 | Babette pleacă la război            | General Franz von Arenberg        | Christian-Jaque      |      |
| 1959 | Generalul della Rovere              | SS-Standartenführer Müller        | Roberto Rossellini   |      |
| 1959 | Ein Tag, der nie zu Ende geht       | Bill Robson                       | Franz Peter Wirth    |      |
| 1960 | The High Life                       | Ernst Moos                        | Julien Duvivier      |      |
| 1960 | Era noapte la Roma                  | Oberst von Kleist                 | Roberto Rossellini   |      |
| 1960 | Die Brücke des Schicksals           | Klaus Urban                       | Michael Kehlmann     |      |
| 1960 | The Red Hand                        | Manora Khan                       | Kurt Meisel          |      |
| 1960 | You Don't Shoot at Angels           | Suarez                            | Rolf Thiele          |      |
| 1961 | Transportul (Der Transport)         | locotenentul Bleck                | Jürgen Roland        |      |
| 1963 | Marea Evadare (The Great Escape)    | Oberst von Luger, Lagerkommandant | John Sturges         |      |
| 1964 | Mission to Venice                   | Carl Natzka                       | André Versini        |      |
| 1966 | Congress of Love                    | Metternich                        | Géza von Radványi    |      |
| 1966 | Once a Greek                        | Fahrcks                           | Rolf Thiele          |      |
| 1966 | The Defector                        | Dr. Saltzer                       | Raoul Lévy           |      |
| 1966 | Arde Parisul?                       | Generaloberst Jodl                | René Clément         |      |
| 1974 | Wer stirbt schon gerne unter Palmen | Jean-Pierre Pinaud                | Alfred Vohrer        |      |
| 1974 | Dosarul Odessa                      | General Glücks                    | Ronald Neame         |      |

### Televiziune
| An        | Titlu                                    | Rol                             | Note                                                 |
| --------- | ---------------------------------------- | ------------------------------- | ---------------------------------------------------- |
| 1962      | Liebe im September                       | Graham Colby                    |                                                      |
| 1963      | Die Legende vom heiligen Trinker         | Andreas Kartak                  | bazat pe The Legend of the Holy Drinker              |
| 1964      | Der trojanische Krieg findet nicht statt | Odysseus                        | bazat pe The Trojan War Will Not Take Place          |
| 1964      | Die Verschwörung des Fiesco zu Genua     | Fiesco                          | bazat pe Fiesco                                      |
| 1968      | König Richard II                         | King Richard II                 | bazat pe Richard II                                  |
| 1974-1975 | Sergeant Berry                           | Commissioner Deeds              | 23 episoade                                          |
| 1976      | Fünf Prüfungen des Oberbürgermeisters    | Konrad Adenauer                 | scenariu de Peter von Zahn                           |
| 1977      | Generale – Anatomie der Marneschlacht    | Joseph Gallieni                 | scenariu de Sebastian Haffner                        |
| 1977      | Die Befragung des Machiavelli            | Machiavelli                     |                                                      |
| 1977      | Uncle Silas                              | Onkel Silas                     | bazat pe Uncle Silas                                 |
| 1977      | Die Dämonen                              | Stepan Trofimovich Verkhovensky | bazat pe Demons                                      |
| 1978-1983 | Derrick                                  |                                 | 3 episoade                                           |
| 1979      | Union der festen Hand                    | von Zander                      | după un roman de Erik Reger                          |
| 1980      | Die Ursache                              | Mager, Teacher                  | bazat pe nuvelă și piesă de teatru de Leonhard Frank |
| 1981      | Collin                                   | Havelka                         | după un roman de Stefan Heym                         |
| 1982      | Flüchtige Bekanntschaften                | Paul                            | după un roman de Dieter Wellershoff                  |
| 1982      | Frau Jenny Treibel                       | Leutnant a.D. Vogelsang         | bazat pe Frau Jenny Treibel                          |
| 1983      | Die Geschwister Oppermann                | Gutwetter                       | după un roman de Lion Feuchtwanger                   |
| 1983-1984 | Diese Drombuschs                         | Herr Diehl, Oberstudienrat i.P. | 4 episoade                                           |
| 1989      | Langusten                                | Ernst                           | (ultimul rol de film)                                |